# Alfred Nerincx
Alfred Jules Marie Joseph Ghislain Nerincx (Sint-Gillis, 30 maart 1872 - Leuven, 11 oktober 1943) was een Belgisch rechtsgeleerde en hoogleraar aan de Katholieke Universiteit Leuven. Tijdens de Eerste Wereldoorlog was hij waarnemend burgemeester van Leuven. Later werd hij senator.

## Biografie

### Familie
Alfred Nerincx was een zoon van Edmond Nerincx, advocaat, ondernemer, gemeenteraadslid van Sint-Gillis, provincieraadslid van Brabant en volksvertegenwoordiger, en Marie-Claire Van Volsem.
Hij trouwde in 1907 in Landegem met Marguerite Rolin (1882-1968), dochter van Albéric Rolin, rechtsgeleerde, hoogleraar aan de Rijksuniversiteit Gent en voorzitter van het Institut de Droit International. Ze kregen een dochter, Mathilde (Maddy) Nerincx (1908-2000), die in 1936 in Landegem trouwde met baron René Buysse (1897-1969), zoon van schrijver Cyriel Buysse. Ze kregen een zoon en een dochter, maar zonder nakomelingen.

### Loopbaan
In 1894 promoveerde Nerincx tot doctor in de rechten en in 1895 tot doctor in de politieke en sociale wetenschappen. In 1901 werd hij benoemd tot hoogleraar aan de rechtsfaculteit. Hij werd doctor honoris causa aan de Universiteit van Glasgow en aan de Northwestern-universiteit in Evanston-Chicago. Hij was tevens secretaris van het Institut de Droit International, dat door zijn schoonvader werd geleid, en lid van de wetgevende raad van het ministerie van Justitie.
Hij was als katholiek politicus waarnemend burgemeester van Leuven van september 1914 tot eind 1918. Hij kreeg hiervoor het vertrouwen van Emile Schmit, de enige overgebleven politicus in Leuven. In februari 1915 nam de vooroorlogse burgemeester, Leo Colins, zijn taak om de schepencolleges te leiden terug op. Op 30 december 1918 nam hij ontslag als hulpburgemeester.
Van 27 december 1921 tot 1925 zetelde Nerincx als gecoöpteerd senator in de senaat.

## Publicaties (selectie)
- Du régime légal de l'enseignement primaire en Angleterre, Gent, Engelcke, 1895.
- 'Les scandales de la police de New York', in Revue générale, 1898.
- Le suffrage universel, le vote plural et la représentation proportionnelle, Brussel, Goemare, 1900.
- Le suffrage universel pur et simple. Pourquoi le pays n'en veut pas, Brussel, 1902.
- 'Le projet de loi scolaire anglais', in Revue générale, 1902.
- L'organisation judiciaire aux États-Unis, Parijs, 1909.
- Les Allemands à Louvain en 1914, 1934.